# Martin Müller (Radsportler)

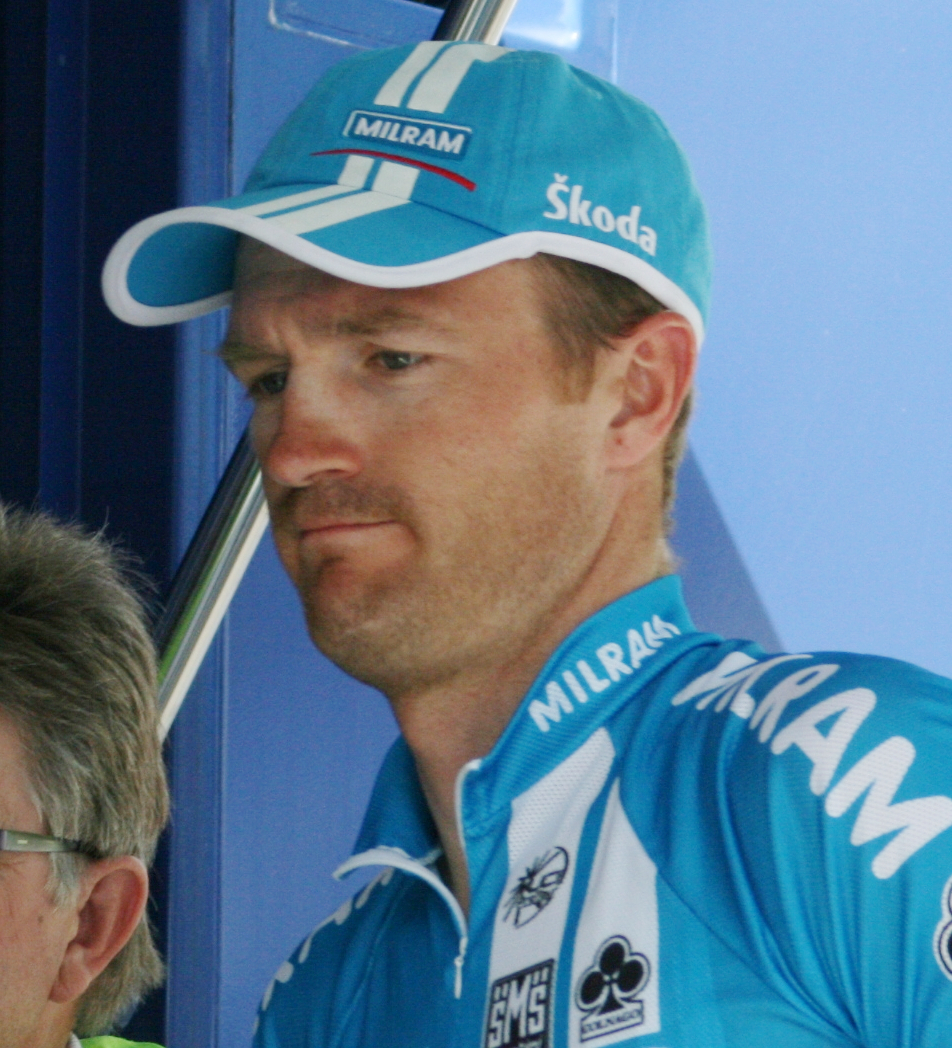
Martin Müller

Martin Müller (* 5. April 1974 in Forst) ist ein ehemaliger deutscher Radrennfahrer.

## Karriere
Müller begann seine internationale Karriere 1997 beim Team Agro-Adler Brandenburg, für das er in seinem ersten Jahr bei der Rheinland-Pfalz-Rundfahrt eine Etappe gewann. 2000 wechselte er zum Team Cologne und gewann eine Etappe der Niedersachsen-Rundfahrt. Nachdem er von 2003 bis 2005 für das Team Wiesenhof gefahren war und bei der Dänemark-Rundfahrt 2005 die Bergwertung gewonnen hatte, schloss er sich 2006 dem Team Milram an. Für dieses UCI ProTeam bestritt und beendete er insgesamt vier Grand Tours, bevor er nach Ende der Saison 2009 seine Sportkarriere beendete: den Giro d’Italia 2007 (130.), die Vuelta a España 2007 (115.), die Tour de France 2008 (102.) und den Giro d’Italia 2009 (161.).

## Teams
- 1997–1999 Agro-Adler Brandenburg
- 2000–2001 Team Cologne
- 2002–2005 Team Wiesenhof
- 2006–2009 Team Milram